# Jean Combes
Jean Combes, né le 13 juillet 1923 à Saint-Chély-d'Apcher (Lozère) et mort le 17 février 2012 à Paris, est un mathématicien français, spécialiste de l'analyse mathématique.

## Biographie
Jean Combes suit des études secondaires au lycée Ingres de Montauban puis au lycée Pierre-de-Fermat  de Toulouse. En 1941 à l’âge de 18 ans, il est reçu premier  aux concours d’entrée à l’École normale supérieure et à l'École polytechnique . Normalien de la rue d’Ulm en sciences, il est reçu premier à l’agrégation de mathématiques en 1946 (concours spécial), après s'être porté engagé volontaire pour la durée de la guerre. Attaché de recherches au CNRS (1946-1949), il prépare sa thèse Sur quelques propriétés des fonctions algébroïdes sous la direction de Georges Valiron, qu’il soutient à l'Université de Paris le 20 juin 1949 avec les félicitations du jury.
Il est chargé du Cours Peccot et lauréat du prix Peccot-Vimont du Collège de France en 1953 pour ses travaux sur « les fonctions analytiques sur une surface de Riemann » . Il publie ses recherches dans les Annales de la Faculté des sciences de Toulouse et ses avancées sont régulièrement présentées par l'académicien Paul Montel à l'Académie des sciences de 1948 à 1955. En particulier, ses articles « sur quelques systèmes infinis d’équations linéaires » , ont ouvert un vaste champ de travaux.
En 1949, il est nommé maître de conférence à la Faculté des sciences de Toulouse, puis professeur en 1953 dans la Chaire de mécanique rationnelle et appliquée, et transféré en 1961 dans la Chaire de calcul différentiel et intégral. En tant qu'assesseur du doyen Émile Durand, il œuvra pour la création du campus de Rangueil.
Il est membre de l’Académie des sciences, inscriptions et belles-lettres de Toulouse de 1956 à 1967.
En 1967, il est nommé professeur de mathématiques à la Faculté des sciences de Paris où il devient co-président de la Commission de mathématiques pures avec Charles Pisot. En 1970, il est affecté à l’université Pierre-et-Marie-Curie (Paris-VI) à Jussieu, où il fut directeur de l’UER de mathématiques (UER 47 ou Institut de mathématiques pures et appliquées) pendant trois ans, puis enseigna jusqu’à sa retraite en 1989. Il enseigna également à l'École polytechnique (1972-1984) et à l'École normale supérieure de Fontenay-aux-Roses (1979-1980).
Il assura aussi des missions d'enseignement à l'étranger à l'Université de Madagascar (1965-1967) puis à l'E.E.S.  Polytechnique (1986-1987), à l'Université du Dahomey (1972-1975), et à l'Université de Lomé (1985). Il participa également aux congrès internationaux des mathématiciens d'Amsterdam (1954), Édimbourg (1958), Moscou (1966), Nice (1970) et Vancouver (1974).

## Prix et distinctions
- Lauréat du concours général de mathématiques (2ème accessit) et de physique (3ème accessit) en 1939
- Prix de la Fondation Girbal-Baral de l'Académie des sciences en 1950
- Prix Peccot-Vimont et cours Peccot du Collège de France en 1953
- Prix de l'association Au service de la Pensée française en 1955
- Médaille de Fermat, de l'Académie des sciences, inscriptions et belles-lettres de Toulouse, en 1963
- Commandeur de l’ordre des Palmes académiques en 1976